# Lungani
Lungani is een Roemeense gemeente in het district Iași.
Lungani telt 5556 inwoners.